# 屈巣沼

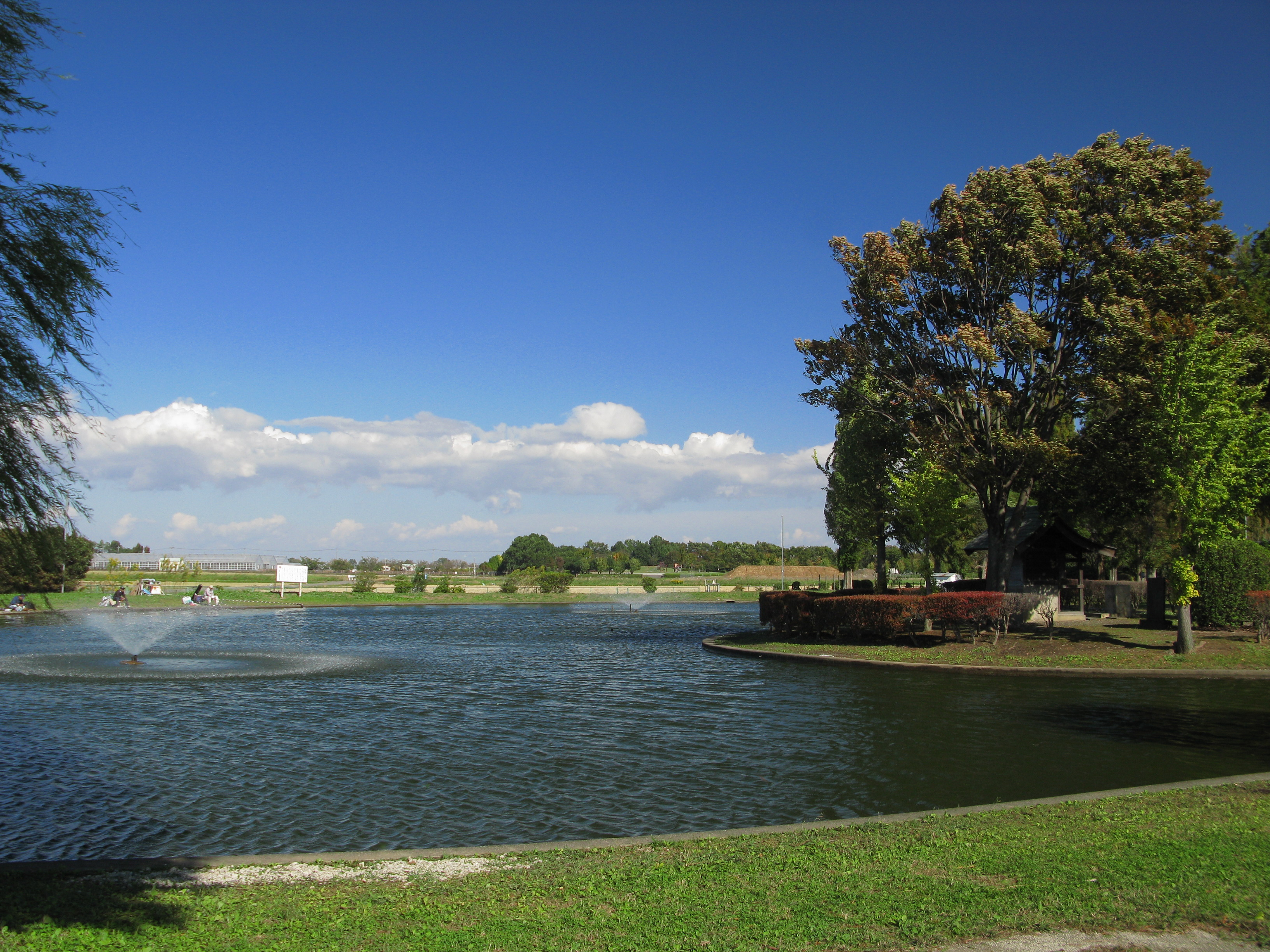
川里中央公園の弁天池（2012年10月）

屈巣沼（くすぬま）は、埼玉県鴻巣市（川里地区）に所在していた沼である。

## 概要
この屈巣沼はかつて現在の鴻巣カントリークラブ（ゴルフ場）や川里中央公園周辺に所在していた自然沼であった。沼の北側周辺には北北西より南南東へと野通川が流下しており、屈巣沼の東方にて屈巣沼からの悪水堀が野通川へと流下していた。この沼は江戸期の1728年（享保13年）に井沢弥惣兵衛を中心として掘り上げ田（ホッツケ）として開発され、昭和後期まで水田（湿田）として利用されてきた。また掘り潰れ（掘割）では早い時期から漁業が営まれており、1906年（明治39年）の時点において「屈巣沼区画漁業組合」が存在していた。1976年（昭和51年）に屈巣沼および屈巣沼の掘り上げ田はゴルフ場として開発され、掘り上げ田は姿を消した。沼の小字は「網張」・「弁天」・「水尾堀」・「沼尻」などであった。なお、屈巣沼の一部は弁天池（資料によっては「弁天沼」とも）として川里中央公園内に所在している。

## 所在地
- 埼玉県鴻巣市屈巣
- 埼玉県鴻巣市関新田

屈巣沼は上記の複数地名にまたがり所在していた。